# 贝叶斯置信区间
贝叶斯置信区间 英文名为 Credible Interval，有时也简称为置信区间。给定一定的实验（测量）结果，通过贝叶斯的理论可以计算出被估计参数的后验概率分布，从而得到一定置信概率下参数的取值区间。

## 形式化的描述
设被估计的参数为{\displaystyle x}，为了测量这个数据，（独立的）做了 {\displaystyle n} 次 实验，实验的结果集计为 
```

  

    

      

        
Y

        
=

        

          
{

          

            
y

            
(

            
i

            
)

            
,

            
i

            
=

            
1

            
,

            
.

            
.

            
.

            
,

            
n

          

          
}

        

      

    

    
{\displaystyle Y=\left\{y(i),i=1,...,n\right\}}

  

```

对于每次实验，我们定义实验结果似然概率密度函数：
```

  

    

      

        
P

        

          
(

          

            
y

            
(

            
i

            
)

            

              
|

            

            
x

          

          
)

        

      

    

    
{\displaystyle P\left(y(i)|x\right)}

  

```

从而所有实验的似然概率密度函数是：
```

  

    

      

        
P

        
(

        
Y

        

          
|

        

        
x

        
)

        
=

        

          
Π

          

            
i

          

          

            
n

          

        

        
P

        

          
(

          

            
y

            
(

            
i

            
)

            

              
|

            

            
x

          

          
)

        

      

    

    
{\displaystyle P(Y|x)=\Pi _{i}^{n}P\left(y(i)|x\right)}

  

```

利用贝叶斯公式，我们可以得到 x 的后验概率密度：
```

  

    

      

        
p

        
(

        
x

        

          
|

        

        
Y

        
)

        
=

        

          

            

              
P

              
(

              
Y

              

                
|

              

              
x

              
)

              
P

              
(

              
x

              
)

            

            

              

                
∫

                

                  
−

                  
∞

                

                

                  
∞

                

              

              
P

              
(

              
Y

              

                
|

              

              
x

              
)

              
P

              
(

              
x

              
)

              
d

              
x

            

          

        

      

    

    
{\displaystyle p(x|Y)={\frac {P(Y|x)P(x)}{\int _{-\infty }^{\infty }P(Y|x)P(x)dx}}}

  

```

其中 {\displaystyle p(x)} 是 x 的先验概率密度，也就是不考虑（本次）实验结果的情况下对于 x 的基本认识和假设；如果 x 为离散值，把积分符号变成求和即可。
最后的置信区间就是在 {\displaystyle p(x|Y)} 上找到一个 x 的取值区间（通常是连续的），这个区间的面积等于置信概率（区间的选取方法可以有多种）。
1. ↑  Wikipedia: Credible Interval